# Aktuelle Schaubude

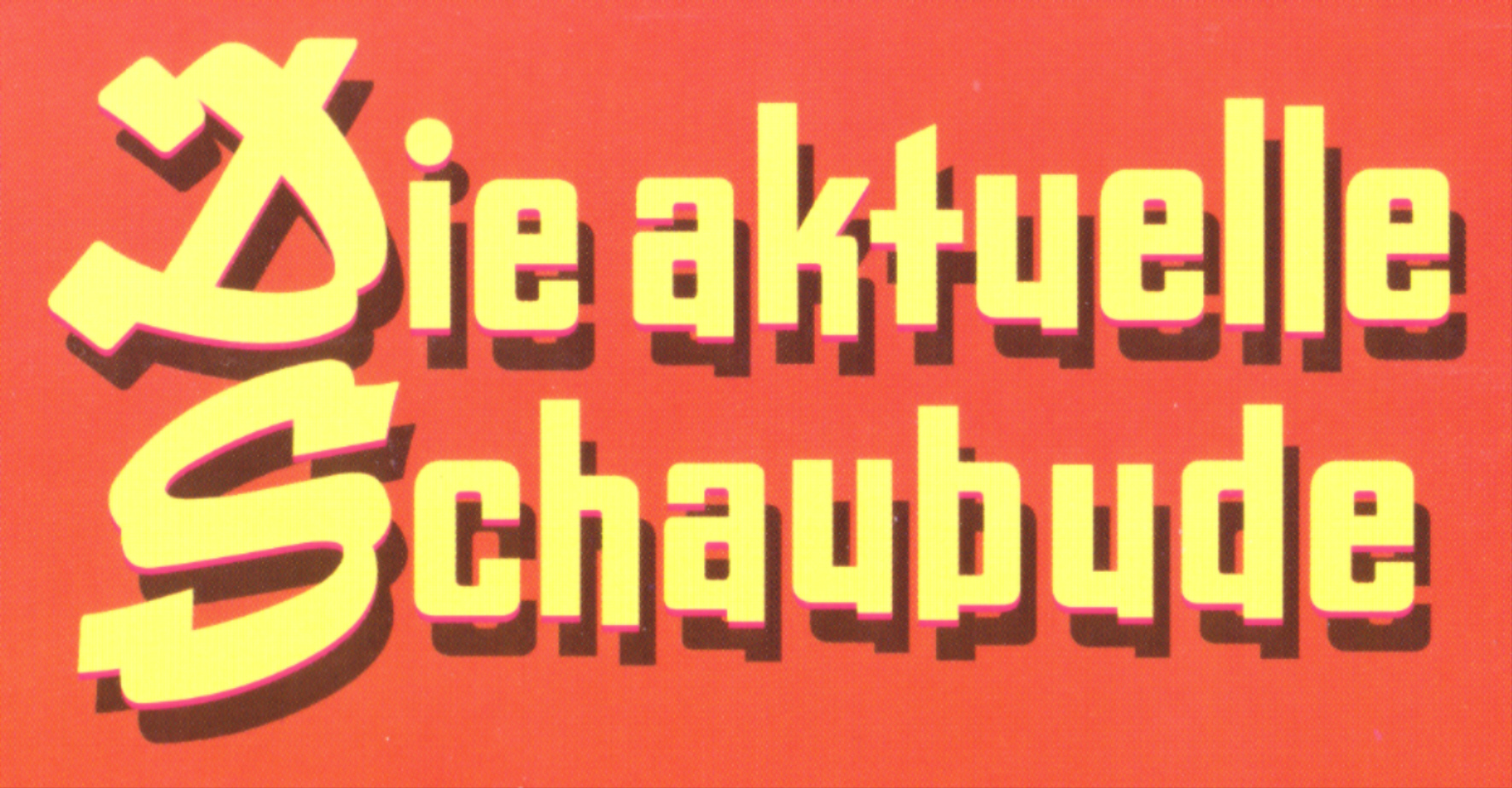
Logo der Aktuellen Schaubude von 1957 bis 2004

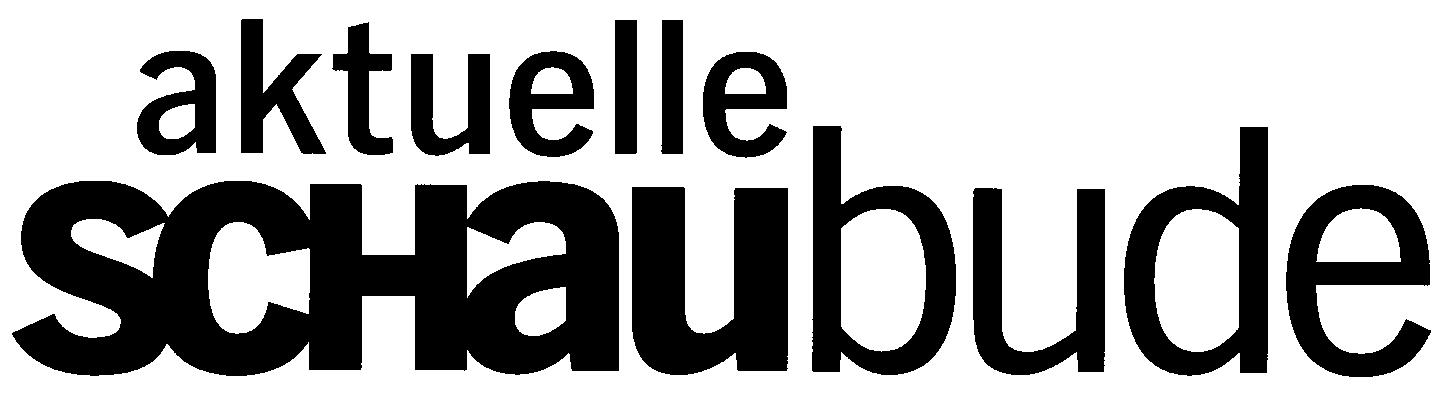
Logo von 2004 bis 2009

Die aktuelle Schaubude ist der Titel eines Unterhaltungsmagazins des Norddeutschen Rundfunks, das von 1957 bis 2009 gesendet wurde. Die Sendung war damit die älteste regelmäßig gesendete im Programm des (nord)deutschen Fernsehens. 2004 wurde der Name um den vorangestellten Artikel gekürzt auf aktuelle schaubude und zuletzt von Dezember 2009 bis zu ihrer Einstellung im Dezember 2011 auf nur noch schaubude reduziert, als sie nur noch unregelmäßig gesendet wurde.

## Rezeption
Die Sendung bestand aus einer Mischung aus Musik, Gesprächen und Infotainment mit lokalem Fokus auf Norddeutschland.

## Geschichte
Als Vorlage der Aktuellen Schaubude diente die US-amerikanische Today Show, die von Rüdiger Proske, dem Leiter des Regionalprogramms des NDR (Nordschau), für das deutsche Fernsehen adaptiert wurde. Er engagierte den Rundfunkjournalisten Werner Baecker als Leiter und Moderator der Sendereihe. Die erste Sendung wurde am 7. Dezember 1957 live ausgestrahlt. Produziert wurde im so genannten „gläsernen Studio“, einem Autosalon in der Innenstadt Hamburgs (am Dammtor). Der Verkaufsraum wurde jeden Samstag nach Ladenschluss (14 Uhr) leergeräumt und für die Sendung hergerichtet. Die Zuschauer konnten, draußen vor den Schaufenstern stehend, die Sendeproduktion live mitverfolgen.
Schnell entwickelte sich das Konzept der Sendung zu einem Straßenfeger. Zu ihren besten Zeiten hatte die Schaubude rund sieben Millionen Zuschauer. Die große Popularität führte dazu, dass auftretenden Gästen und Künstlern stets eine feste Gage von lediglich 200 DM – später Euro – gezahlt wurde, unabhängig von ihrem Bekanntheitsgrad. Für diese Gage traten Gäste wie Mick Jagger, Freddy Quinn, Heinz Erhardt, Sophia Loren, Romy Schneider, Amanda Lear und Theodor Heuss auf. In der letzten regulären Studiosendung vom 29. Mai 2009 waren in der 2190. Ausgabe der Aktuellen Schaubude u. a. die Sängerin Sandra, der Schauspieler Harald Krassnitzer, der Sänger DJ Ötzi und das Comedian-Duo Emmi und Herr Willnowsky zu Gast.
Mit Beginn des Farbfernsehens in der Bundesrepublik 1967 zog die Schaubude aus technischen Gründen in die NDR-Fernsehstudios in Hamburg-Lokstedt um, wo sie weiterhin live – nun in Farbe – in Anwesenheit von Studiopublikum produziert wurde. Mitte der 1980er Jahre – mit der Einführung des Privatfernsehens in Deutschland – verlor die Schaubude ihren Sendeplatz im ersten Programm und war seither freitags um 21:15 Uhr im dritten Programm des NDR zu sehen.
Im März 2009 wurde bekannt, dass der Norddeutsche Rundfunk die Aktuelle Schaubude aus dem festen Programm nimmt. Als Grund wurde die gesunkene Einschaltquote genannt. Die Sendung wurde von da an nicht mehr wöchentlich, sondern unregelmäßig als Außenübertragung gesendet. Im Dezember 2009 übernahmen Sandra Eckardt und Michael Thürnau die Moderation der nun kurz in schaubude umbenannten sporadischen Sendung bis zu deren endgültiger Einstellung im Dezember 2011.

## Moderatoren
| Moderation                                   | Zeitraum  | Ergänzungen                                                                           |
| -------------------------------------------- | --------- | ------------------------------------------------------------------------------------- |
| Werner Baecker                               | 1957–1961 | ab dem 7. Dezember 1957 aus dem Opel-Autosalon am Hamburger Dammtor                   |
| Norbert Mai                                  | 1957–1960 |                                                                                       |
| Ingrid Lorenzen                              | 1957–1960 |                                                                                       |
| Ilse Neubauer                                | 1957–1960 |                                                                                       |
| Werner Buttstädt                             | 1957–1961 | Außenreporter                                                                         |
| Carlheinz Hollmann                           | 1957–1961 | Außenreporter                                                                         |
| Rolf Eschenbach                              | 1957–1961 | Außenreporter                                                                         |
| Ursula Klamroth                              | 1960–1961 |                                                                                       |
| Wolf Mittler                                 | 1960–1962 |                                                                                       |
| Carlheinz Hollmann und Karin von Faber       | 1961–1964 |                                                                                       |
| Renate Calani                                | 1961–1964 |                                                                                       |
| Hermann Rockmann                             | 1964–1965 |                                                                                       |
| Marion Wedekind                              | 1964–1965 |                                                                                       |
| Ingrid Buck-Setter                           | 1964–1965 |                                                                                       |
| Helmut Günther und Marie-Louise Steinbauer   | 1965      |                                                                                       |
| Christian Müller und Marie-Louise Steinbauer | 1965–1975 | ab 1967 als Farbsendung aus dem NDR-Studio in Hamburg-Lokstedt                        |
| Jürgen Roland und Ute Blaich                 | 1975      | 4 gemeinsame Sendungen                                                                |
| Jürgen Roland und Alida Gundlach             | 1975–1976 |                                                                                       |
| Carlo von Tiedemann und Alida Gundlach       | 1976–1977 |                                                                                       |
| Carlo von Tiedemann und Helga Guitton        | 1977–1978 |                                                                                       |
| Carlo von Tiedemann und Victoria Voncampe    | 1978–1984 |                                                                                       |
| Heiner Stelter und Ramona Leiß               | 1984–1987 |                                                                                       |
| Heiner Stelter und Nina Lizell               | 1987      | 1 gemeinsame Sendung aus Schweden                                                     |
| Carlo von Tiedemann und Alida Gundlach       | 1987–1988 |                                                                                       |
| Rüdiger Wolff und Dana Rehberg               | 1988–1989 |                                                                                       |
| Rüdiger Wolff und Holde Heuer                | 1989–1990 |                                                                                       |
| Rüdiger Wolff und Carmen Nebel               | 1990–1991 |                                                                                       |
| Christian Schröder                           | 1991–1994 |                                                                                       |
| Rüdiger Wolff und Andrea Beckmanns           | 1994–1995 |                                                                                       |
| Rüdiger Wolff und Sabine Sauer               | 1995–1997 |                                                                                       |
| Carlo von Tiedemann und Isabel Varell        | 1997      | Sabine Steuernagel (23. Mai 1997), Birgit Müller (6./13. Juni und 8./15. August 1997) |
| Carlo von Tiedemann und Julia Westlake       | 1997–2002 |                                                                                       |
| Carlo von Tiedemann und Madeleine Wehle      | 2002–2004 |                                                                                       |
| Ludger Abeln und Madeleine Wehle             | 2004–2009 | unter dem gekürzten Titel aktuelle schaubude ohne Artikel voran                       |
| Michael Thürnau und Sandra Eckardt           | 2009–2011 | unter dem reduzierten Titel schaubude nur noch zu besonderen Anlässen                 |